# Jürgen Heinrichs
Jürgen Heinrichs (* 21. Januar 1977 in Geilenkirchen) ist ein deutscher Fußballspieler, der als Mittelfeldspieler agiert.
Heinrichs spielte zu Beginn seiner Karriere für verschiedene Amateurvereine in Nordrhein-Westfalen. Im Januar 2007 wechselte er knapp 30-jährig zum niederländischen Zweitligisten Fortuna Sittard. Allerdings beendete ein Kreuzbandriss seine Profikarriere und nach seinem Vertragsende beim Zweitligisten im Juni 2009 fand er im Juli 2010 beim SV Bergisch Gladbach 09 eine neue Anstellung. Später spielte Heinrichs beim C-Kreisligisten FC Alemannia Bourheim (Kreis Düren), der versuchte, mit namhaften Neuzugängen in jenem Jahr den Durchmarsch von der Kreisliga C bis in die Kreisliga A zu schaffen. Anlass war das 100-jährige Bestehen der Alemannia.
In der Winterpause der Saison 2013/2014 wechselte Heinrichs zum A-Ligisten 1. FC Heinsberg-Lieck, bei dem er als Spielertrainer fungiert.
Im Sommer 2023 kehrte er zu einem seiner früheren Vereinsstätten zurück und trainiert dort eine D-Jugendmannschaft (überwiegend Jahrgang 2012) beim BC09 Oberbruch.

## Einzelnachweis und Anmerkung
1. 1 2  Archivierte Kopie (Memento des Originals vom 22. März 2007 im Internet Archive)  Info: Der Archivlink wurde automatisch eingesetzt und noch nicht geprüft. Bitte prüfe Original- und Archivlink gemäß Anleitung und entferne dann diesen Hinweis.
2. ↑  Jürgen Heinrichs in der Datenbank von transfermarkt.de
3. ↑  laut weltfussball.de wechselte Heinrichs im Juli 2002 von Düren nach Geilenkirchen, nach transfermarkt.de wechselte er zu diesem Zeitpunkt von Geilenkirchen nach Düren

| Personendaten    | Personendaten            |
| ---------------- | ------------------------ |
| NAME             | Heinrichs, Jürgen        |
| KURZBESCHREIBUNG | deutscher Fußballspieler |
| GEBURTSDATUM     | 21. Januar 1977          |
| GEBURTSORT       | Geilenkirchen            |